# Katey Sagal
Katey Sagal rozená Catherine Louise Sagal (* 19. ledna 1954 Los Angeles) je americká herečka, zpěvačka a skladatelka. Proslavila se zejména v seriálech Futurama, 8 Simple Rules nebo Ženatý se závazky. Za své herecké výkony byla nominovaná na Zlatý glóbus.

## Životopis
Narodila se v Los Angeles židovské rodině s ukrajinsko-americkým původem. Jejím otcem je režisér Boris Sagal, který je známý hlavně díky práci na televizních dramatech, včetně The Twilight Zone (1969). Její matka, Sara Zwilling, byla producentkou. Otec byl ukrajinský židovský imigrant a matka měla amišské předky. Je starší sestra dvojčat, také hereček, Jean Sagalové a Liz Sagalové, které se objevily v Doublemint Twins z počátku 80. let 20. století a v situační komedii Double Trouble. Má ještě bratra, Joe Sagala. Sourozenci vyrůstali v Mandevillském kaňonu v části Brentwoodu v Los Angeles. Absolvovala Palisades High School a po maturitě navštěvovala Kalifornský institut umění ve Valencii.

## Hudební kariéra
Sagal začala svou kariéru v zábavním průmyslu jako zpěvačka a skladatelka. V roce 1973 pracovala jako doprovodná zpěvačka pro různé zpěváky, včetně Boba Dylana, Etty James a Tanyi Tucker. V roce 1976, když byla členkou skupiny The Group with No Name, přispěla k albu Moon over Brooklyn (na kterém byla uvedena jako "Katie Sagal"). V roce 1978 poskytla doprovodné vokály pro sólové album Genea Simmonse, album Molly Hatchet Take No Prisoners (1981) a pro singl Olivie Newton-John "Soul Kiss" (1985).
Byla členkou hudební skupiny Harlettes, doprovodných zpěvaček Bette Midler, v roce 1978 a znovu v letech 1982 až 1983.
Zpívala píseň "It's the Time for Love", která se objevila ve filmu Silent Rage (1982) s Chuckem Norrisem. Sagal také nazpívala vokály pro "Loose Cannons", ústřední píseň k filmu stejného jména z roku 1990 s Genem Hackmanem a Danem Aykroydem.

## Herecká kariéra

#### Rané role a úspěch v seriálu Ženatý se závazky
Jednou z raných rolí byla recepční v epizodě Columba "Candidate for Crime" (1973), kterou režíroval její otec Boris. Také se krátce objevila v hudebním videu Debbie Harry "French Kissin (in the USA)" v roce 1986.
První hlavní rolí Sagal byla novinářská sloupkařka v seriálu Mary (1985–86) s Mary Tyler Moore. To vedlo k jejímu obsazení jako Peggy Bundy v sitcomu Ženatý se závazky (1987–1997); ztvárnila paničku z nižší třídy, sexuálně neukojenou, línou a rozhazovačnou manželku prodejce obuvi Ala Bundyho. Seriál běžel 11 let.

#### Další kariéra
Po konci seriálu Ženatý se závazky následovalo několik televizních filmů; Sagal také hostovala v dětském kresleném seriálu Recess jako hlas matky Spinelli. V roce 1998 si ji Matt Groening vybral pro postavu hlasu fialovlasé mutantní vesmírné kapitánky Leely ve svém sci-fi animovaném komediálním seriálu Futurama. Svou roli Leely si zopakovala ve filmech a v šesté sezóně, která začala vysílat 24. června 2010. Seriál skončil na Comedy Central v roce 2013. Zahrála si v uznávaném filmu Smart House.
Od roku 2008 do 2014 hrála Sagal jako Gemma Teller Morrow v televizním seriálu Sons of Anarchy, jehož tvůrce, Kurt Sutter, se s ní oženil v roce 2004, čtyři roky před premiérou seriálu. V lednu 2009 se Sagal znovu setkala s Davidem Faustinem (který hrál jejího syna Buda Bundyho v seriálu Ženatý se závazky) pro epizodu Faustinoho show Star-ving. V roce 2010 se dvakrát objevila v Lost. V roce 2009 hrála ve filmu House Broken s Dannym DeVitem. V roce 2010 se vrátila na jeviště v muzikálu Randyho Newmana Harps & Angels.
V roce 2013 měla Sagal cameo v Glee jako Nancy Abrams, matka Artieho Abramse. Spoluhvězdila v Pitch Perfect 2, vydaném v roce 2015, jako matka postavy Hailee Steinfeld. Dále se objevila v biografickém dramatickém filmu Bleed for This jako matka Vinnyho Pazienzy.
Od 9. září 2014 má Sagal hvězdu na Hollywoodském chodníku slávy.
Sagal se objevila v Teorii velkého třesku jako Susan, matka Penny (Kaley Cuoco). 

## Osobní život
Sagal byla vdaná za hudebníka Freddieho Beckmeiera (1978-81) a za herce Jacka Whitea (1993-2000). V roce 2004 se provdala za scenáristu a producenta Kurta Suttera. Mají dceru, Esmé Louise, která se narodila v roce 2007 za pomoci náhradní matky.
V roce 1991, když pracovala na seriálu Ženatý se závazky, zjistila, že je těhotná. To bylo neočekávané a těhotenství bylo zahrnuto do dějové linky seriálu. V říjnu 1991 však musela podstoupit akutní císařský řez v sedmém měsíci těhotenství a dcera se bohužel narodila mrtvá. Tvůrci seriálu nechtěli Sagal vystavit dalšímu stresu, takže těhotenství v seriálu bylo nakonec prezentováno jako "snová sekvence".